# Rhamphomyia disconcerta
Rhamphomyia disconcerta är en tvåvingeart som beskrevs av Charles Howard Curran 1930. Rhamphomyia disconcerta ingår i släktet Rhamphomyia och familjen dansflugor. Inga underarter finns listade i Catalogue of Life.